# Groninger ziekte
De Groninger ziekte (ook wel ‘tussenpozende koortsen’ of anderdaagse koorts genoemd) die in 1826 uitbrak was een epidemie die aan bijna 10% van de bevolking van de stad Groningen (2.800 mensen in totaal) en 5% van de inwoners van Noord- en Oost-Groningen het leven kostte.
De ziekte manifesteerde zich niet alleen in Groningen en omgeving, ook Friesland en de Duitse Noordzeekust werden zwaar getroffen. In Sleeswijk-Holstein lagen de sterftecijfers minder hoog dan in Nederland, maar door het grote aantal zieken was het moeilijk de oogst op tijd binnen te halen.
De Friese plaats Sneek meldde dat het aantal doden in 1826 verdrievoudigd was ten opzichte van voorgaande jaren. Ook plaatsen als Hoorn en Delfzijl werden zwaar getroffen.
Over de oorzaken van de hoge sterfte verschillen de meningen. De Stormvloed van 1825 had het noorden ernstig getroffen. Na een overstroming waren er geregeld malaria-epidemieën. Het verloop van de ziekte was deze maal echter veel heftiger dan anders en de sterftecijfers waren uitzonderlijk hoog. Berichten over de aard van de ziekte van tijdgenoten zijn lastig te beoordelen, omdat medici diagnoses als "galkoorts" gebruikten, die een breed scala aan kwalen, waaronder buiktyfus, tyfus en dysenterie, konden aanduiden.
Wisselkoortsen met milt- en leverklachten zijn vooral typerend voor malaria. De Duitse epidemoloog Erich Martini komt op grond van negentiende-eeuwse berichten tot de conclusie dat het kennelijk een zeldzame uitbraak van tropische malaria (malaria tropica) betrof, geïmporteerd uit andere streken en bevorderd door het grote aantal muggen na de stormvloed en de hete nazomer. Dit dan vermengd met de gebruikelijke malaria vivax. Entomologen hebben vastgesteld dat de Europese malariamug genetisch wel degelijk in staat is om de verantwoordelijke ziekteverwekker Plasmodium falciparum over te brengen, maar alleen bij stammen die uit het Middellandse Zeegebied afkomstig zijn. Anderen wijzen echter op de bijmenging van maag- en darmziekten tijdens de epidemie.

## Groningen
Tijdens de Stormvloed van 1825 vonden er tussen 3 en 5 februari grootschalige dijkdoorbraken plaats, waardoor een groot deel van de provincie onder water kwam te staan. Het brakke oppervlaktewater en de hoge voorjaars- en zomertemperaturen werkten in 1826 de verspreiding van de malariamug die de malariaparasiet verspreidde in de hand. Deze situatie werd verergerd door een doorbraak van de Reitdiepdijk in 1826, die de stad Groningen deels opnieuw onder water zette.
De Groningse chemicus Ulco Kooystra vermoedt op grond van tegenstrijdigheden in de bronnen dat malaria niet de enige oorzaak voor de hoge sterftecijfers was, maar dat ze eerder moeten worden gezocht in een combinatie van factoren. Behalve de minder dodelijke endemische malaria in het voorjaar was er volgens hem sprake van buikgriep in de zomer, buiktyfus in de nazomer, tyfus in de vroege herfst en dysenterie in de herfst. Daarbij zouden vooral tyfus en dysenterie de oversterfte hebben veroorzaakt.
Volgens Kooystra was het de combinatie van een droge zomer met grote regenval daarna en de vervuiling van het oppervlaktewater door de stedelijke drek- en vuilstort aan de Griffe (stroomopwaarts aan de Drentsche Aa) die voor de hoge sterfte zorgde. Via de rivier belandde het besmette rioolwater in de stadsgrachten, waardoor de mensen via het drinkwater opnieuw besmet raakten. In het arme zuiden van de stad, waar drinkwater direct uit de bovenloop van de Aa kwam, was het aantal slachtoffers veel lager. Kort na de epidemie werd de 'drekstoep' verplaatst naar een andere locatie.
Kooystra's verklaring voegt een extra dimensie aan de geschiedenis van de Groninger ziekte toe. De epidemie eiste echter ook in naburige regio's zijn tol.
In zijn dagboek schrijft Jan Kruys, burgemeester van Vriezenveen op 8 oktober 1826 over de ziekte die rondging in de provincies Groningen, Oost Friesland en ‘elders op de kleigronden’ die geplaagd waren door dijkdoorbraken en overstromingen:

In de stad Groningen zyn er in een week van 162 en 173 aan gestorven. Hetgeen de gewone sterfte meer dan agt malen overtreft. Het getal der zieken zou zelfs zeven duizend te boven gaan; maakende meer als het vierde gedeelte der bevolking der stad uit. Alle de militairen, zeer weinige uitgezonderd, zyn hier onder begrepen. Men heeft van elders eene menigte Doctoren ontboden, om hulp te verleenen.

### Gevolgen
Vanwege het grote aantal sterfgevallen besloot de Groningse kerkenraad de klokken van de Martinikerk bij begrafenissen niet meer te laten luiden. Het zou een negatieve uitwerking op het moreel van de bevolking hebben. Voor de gegoede burgerij was dit een domper, begraven zonder klokgelui gold in die kringen als teken van armoede.
Door de oversterfte in 1826 werd de discussie over het begraven van overledenen in of rond kerken aangewakkerd. Veel medici en bestuurders meenden dat 'kwade dampen' verantwoordelijk waren voor de verspreiding van de ziekte. Het begraven binnen de stadsmuren zou tot het ontstaan van besmettingshaarden leiden. Het Groningse stadsbestuur ging daarom in 1827 over tot de aanleg van de Zuider- en Noorderbegraafplaats.